# Васильевская (Вашкинский район)
Васильевская — деревня в Вашкинском районе Вологодской области. Административный центр Васильевского сельского поселения.
С точки зрения административно-территориального деления — центр Васильевского сельсовета.
. Ближайшие населённые пункты — Конечная, Лукьяново, Заречный.
По переписи 2002 года население — 109 человек (54 мужчины, 55 женщин). Преобладающая национальность — русские (95 %).